# Gycklarnas afton
 Gycklarnas afton ('La tarda dels bufons') és una pel·lícula sueca d'Ingmar Bergman, estrenada el 1953.

## Argument
Els turments de membres del grup del miserable Circ Alberti. El cotxer conta la seva humiliació quan la seva dona s'ha banyat nua enmig de soldats. El director del teatre humilia Alberti i la seva companya, Anne, que li demanen vestits. Anne es lliura a un actor Franz a canvi d'una joia sense valor…

## Repartiment
- Ake Grönberg: Alberti
- Hasse Ekman: Franz
- Anders Ek: Frost
- Harriet Andersson: Anne
- Gudrun Brost: Alma
- Kiki: el nan

## Anàlisi
El 1953 Bergman té trenta cinc anys i una bona desena de pel·lícules a les seves esquenes. Les seves pel·lícules precedents són o bé melodrames (Det regnar på vår kärlek), relats erotitzats d'un amor impossible (Un estiu amb Monika), tragèdies conjugals (Törst', Kvinnors väntan) o comèdies llibertines (Sommarlek), anuncien la gestació de les obres de la maduresa, tots els temes estimats pel cineasta suec.
Per a moltes crítiques Gycklarnas afton és la seva primera obra mestra. Amb una negror absoluta, Bergman narra els desenganys d'un grup de circ lamentable, esquinçat per drames personals, obsessionat per la manca de diners, sotmès a humiliacions perpètues. El despertar d'Alberti, al costat de la seva companya (Harriet Anderson, radiant), en una caravana dolçament sotraguejada evoca tanmateix alguna cosa radiant, d'apaivagat - com l'atmosfera tendra que impregnarà la tartana que protegeix la parella d'El setè segell. La continuació no en serà sinó més brutal i Gycklarnas afton s'assembla a una decadència sense fi. La tragèdia de la parella, la gelosia, l'adulteri, la resignació a la vida conjugal i a la seva violència interior, la incomunicabilitat dels éssers, la relació amb Déu, tots aquests temes són aquí declinats amb una agudesa que les pel·lícules precedents no feien més que pressentir.
Destacar particularment les imatges al·lucinants (les imatges sobreexposades donant llavors la impressió d'un malson) del pallasso Frost anant a buscar, peus nus sobre les roques, la seva dona que s'ha banyat nua davant una tropa de soldats rient-se i vulgars. Quan la porta, plegada per la càrrega, caient, aixecant-se, tot en una atmosfera sonora estranya on els riures semblen venir de l'interior del cos de Frost, l'espectador assisteix a un verdader camí de creus…; «Mai, excepte en certs Sternberg, no s'havia utilitzat tan perfectament el blanc i negre» (Jean Tulard).